# Frijoles con veneno
Los frijoles con veneno son un platillo mexicano, típico de la gastronomía del estado de Nuevo León, principalmente de la capital del estado, Monterrey. La palabra veneno hace referencia a la grasa que despide la carne de puerco que se sirve junto con los frijoles. Su composición se basa en caldo de frijol, migas de chicharrón, ajo, cebolla, chile guajillo, epazote, manteca de puerco, sal y aceite de oliva.
La receta tradicional dicta que el veneno puede prepararse también con asado de puerco, que consiste en carne de puerco en caldo de chile ancho y guajillo.
Los frijoles con veneno pueden ir acompañados con tortillas de harina y es más común que se prepare con frijoles pintos, ya que estos son muy utilizados dentro de la gastronomía del norte de México.